# أهنغر كلا (عشر ستاق)
أهنغر کلا (بالفارسية: آهنگرکلا) هي قرية تقع في إيران في قسم عشر ستاق الريفي. يقدر عدد سكانها بـ 71 نسمة بحسب إحصاء 2016.